# طيران بي أن جي الرحلة 1600
طيران بي أن جي الرحلة 1600، وهي طائرة إقليمية من طراز داش 8 تُشغل رحلة داخلية من لاي إلى مادانغ، بابوا غينيا الجديدة، تحطمت في هبوط اضطراري في منطقة غابات بالقرب من مصب نهر غواب، بعد فقدان كل قوة المحركات. ونجا أربعة فقط من بين 32 شخصا كانوا على متنها. كان هذا أعنف حادث تحطم طائرة في تاريخ بابوا غينيا الجديدة.
وجد التحقيق اللاحق أن طاقم الرحلة قد حرك عن غير قصد مقابض الدفع إلى ما دون أدنى موضع مسموح به خلال رحلة الطيران (يُعرف باسم خمول رحلة الطيران)، مما تسبب في زيادة سرعة المراوح وتسبب في خسارة كاملة لقدرة المحرك. لم تُثبت آلية "قفل بيتا" على طائرة الحادث والتي كانت ستمنع السرعة الزائدة حتى في حالة إعداد ذراع الطاقة الخاطئ متاحة. أصبح تركيب هذه الآلية لاحقًا إلزاميًا على جميع طائرات داش-8 في جميع أنحاء العالم.

## تاريخ الرحلة
بعد ظهر يوم 13 أكتوبر 2011، كانت الخطوط الجوية بي أن جي داش 8 تقوم برحلة منتظمة للنقل العام من مطار لاي نادزاب، إلى مطار مادانغ. كان على متن الطائرة طاقمي طيران ومضيف و29 راكبًا.
غادرت الطائرة من نادزاب الساعة 16:47 بالتوقيت المحلي بقياة الكابتن الأسترالي ويليام "بيل" سبنسر البالغ من العمر 64 عامًا، والذي لديه سجل 18200 ساعة طيران، منها 500 ساعة على داش 8. كان الضابط الأول النيوزيلندي كامبل واغستاف البالغ من العمر 40 عامًا، وقد سجل 2725 ساعة طيران، منها 390 ساعة في داش 8. كان سبنسر قائد الطائرة المسؤول. صعدت الطائرة إلى ارتفاع 16,000 قدم (4,877 م) مع وقت وصول تقديري إلى مادانغ على الساعة 17:17. بمجرد الوصول إلى مستوى العبور، قام طاقم الرحلة بتحويل مسار الرحلة المخطط لها لتجنب العواصف الرعدية والسحب.
تطلب المسار المخطط له هبوطًا حادًا إلى مادانغ، وعلى الرغم من أن الطائرة كانت تنحدر بشدة، إلا أن المراوح تُركت في وضع الرحلة عند حدود 900 دورة في الدقيقة، مما أدى إلى زيادة السرعة الجوية. لم يلاحظ أي من الطيارين زيادة سرعة الطيران نحو السرعة القصوى للتشغيل (VMO)(1) ؛ لأن «انتباههم تشتت بسبب الطقس». عندما وصلت الطائرة إلى السرعة القصوى للتشغيل على ارتفاع 10,500 قدم (3,200 م)، بمعدل هبوط يتراوح بين 3,500 و 4,200 قدم في الدقيقة (1,100 و 1,300 م/د)، انطلق تحذير السرعة الزائدة VMO. 
طلب سبنسر من واغستاف زيادة سرعة المروحة إلى 1050 دورة في الدقيقة لإبطاء الطائرة. قام برفع أنف الطائرة استجابة للتحذير مما قلل من معدل الهبوط إلى حوالي 2,000 قدم في الدقيقة (610 م/د)، ومع ذلك، استمر التحذير من تجاوز السرعة القصوى للتشغيل.

### سرعة المروحة الزائدة
ذكر واغستاف أن سبنسر كان يحرك رافعات القوة للخلف "بسرعة كبيرة". بعد وقت قصير من إعادة رافعات الطاقة إلى الوراء، تجاوزت كلا المراوح في وقت واحد، وتجاوزت السرعة القصوى المسموح بها بأكثر من 60٪ وهي 1200 دورة في الدقيقة وألحقت أضرارًا خطيرة بكلا المحركين. أصبحت الضوضاء في قمرة القيادة تصم الآذان، مما جعل الاتصال بين الطيارين صعبًا للغاية، وتسبب التلف الداخلي للمحركات في تسرب الدخان إلى قمرة القيادة والمقصورة من خلال نظام تكييف الهواء.
فاجأت حالة الطوارئ كلا الطيارين. كان هناك ارتباك وصدمة في قمرة قيادة الطائرة. بعد حوالي أربع ثوانٍ من بدء السرعة الزائدة للمروحة المزدوجة، بدأ بوق تحذير بيتا يصدر صوتًا متقطعًا، لكن الطيارين صرحوا بعد ذلك أنهم لم يسمعوه.
انخفضت سرعة المروحة اليسرى إلى 900 دورة في الدقيقة (في النطاق المتحكم) بعد حوالي 10 ثوانٍ، قبل زيادة السرعة مرة أخرى. خلال هذه السرعة الزائدة الثانية، زادت سرعة الضاغط الأيسر للمحرك فوق 110٪ من قيمتها الاسمية، مما تسبب في أضرار جسيمة. في نفس الوقت تقريبًا، دخلت المروحة اليمنى في الريش غير المرغوب فيه بسبب خلل في مفتاح بيتا في وحدة التحكم في المروحة، بينما كان المحرك لا يزال يعمل أثناء الطيران في وضع الخمول. ثم أخبر واغستاف سبنسر أن المحرك الصحيح قد توقف. ثم سأل سبنسر عما إذا كان المحرك الأيسر لا يزال يعمل. أجاب سبنسر أنه لا يعمل. ثم وافق كلا الطيارين على أنهما "لا شيء".
أجرى واغستاف بأمر من سبنسر نداء استغاثة إلى برج مادانغ وأعطى إحداثيات الطائرة. ومع ذلك، بدلاً من التحقق من قوائم المراجعة والإجراءات في حالات الطوارئ، تحول انتباههم إلى المكان الذي كانوا ذاهبون إليه للهبوط الاضطراري.
هبطت الطائرة بالقرب من ضفاف نهر غواب أولاً بسرعة 114 عقدة (211 كم/س؛ 131 ميل/س)، مع تراجع اللوحات ومعدات الهبوط. أثناء تسلسل الاصطدام، انفصل الجناح الأيسر والذيل.
سقط الحطام على بعد 300 متر (984 قدم؛ 328 يارد) من نقطة الاصطدام الأولية واجتاحتها النيران. تحطمت مقدمة الطائرة خلف قمرة القيادة واستقرت مقلوبة. من بين ركاب الطائرة الـ 32، نجا الطياران فقط، والمضيف الوحيد، وراكب واحد من بين 29 راكبًا.

## الطائرة

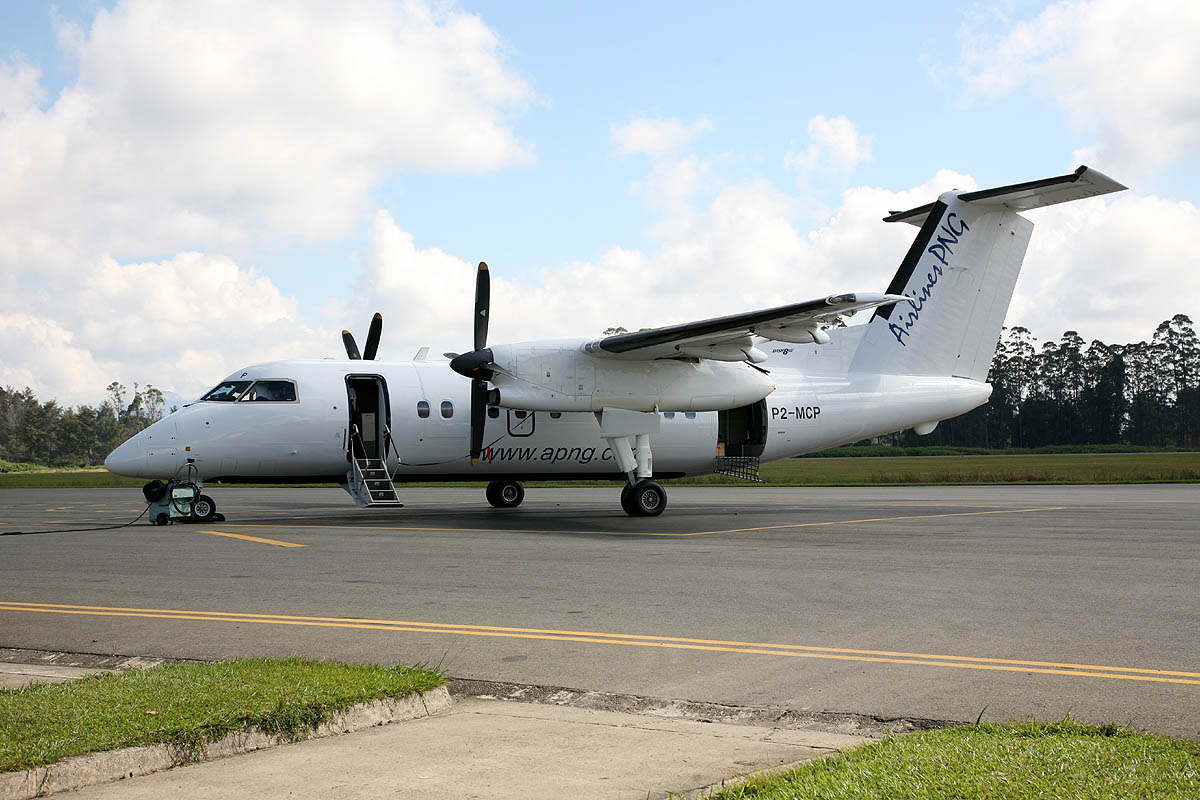
طائرة شقيقة تابعة لخطوط الطيران بابوا نيو غينيا داش-8 لطائرة الحادث

كانت الطائرة المعنية من طرازة هافيلاند كندا داش -8-102 ذات المحركين مسجلة في بابوا غينيا الجديدة تحت الرقم P2-MCJ، كانت أول رحلة لها في عام 1988. زُودت الطائرة بمحركين توربينيين برات آند ويتني كندا بي دبليو 121 ومراوح ثابتة السرعة.

## الركاب
كانت الطائرة تقل 29 راكبًا، معظمهم من بابوا غينيا الجديدة، حيث ورد أن أحدهم مواطن ماليزي صيني، وكان الراكب الوحيد الباقي على قيد الحياة. كان معظم الركاب آباءً يحاولون حضور احتفالات عيد الشكر قبل تخرج أبنائهم في جامعة الكلمة الإلهية في مادانغ.

## تحقيق

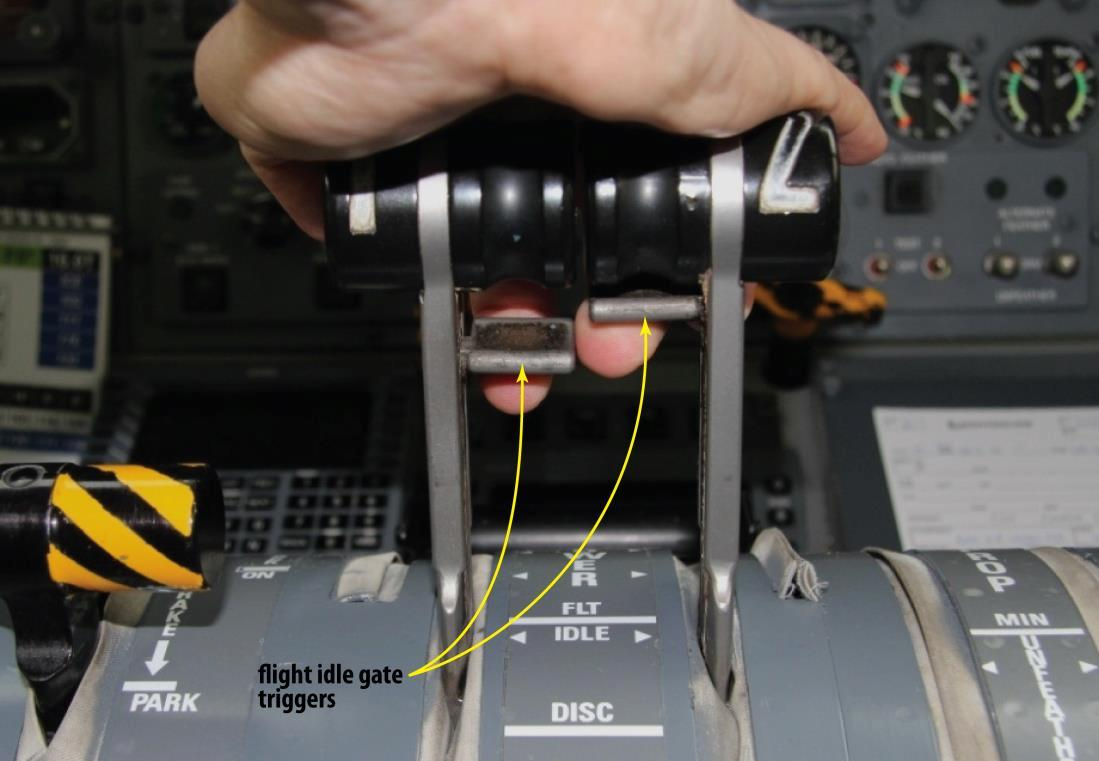
أذرع الطاقة لـ داش-8 مع مفاتيح بوابة الخمول للطيران في المواضع المغلقة (اليسرى) والمفتوحة

أجرت لجنة التحقيق في الحوادث في بابوا غينيا الجديدة (AIC) تحقيقًا بمساعدة من مكتب سلامة النقل الأسترالي. صدر التقرير النهائي بتاريخ 15 يونيو 2014. وجدت اللجنة أن الطيار المسؤول سحب روافع الطاقة خارج بوابة الخمول في الرحلة وإلى نطاق بيتا الأرضي، أثناء محاولته إبطاء الطائرة أثناء الهبوط في الأحوال الجوية السيئة. رغم أن بيتا الأرضي (نطاق التردد العكسي للمروحة) يُستخدم فقط لإبطاء السرعة أو عكس اتجاهها على الأرض، حيث يمكن أن يتسبب في زيادة سرعة المروحة التي لا يمكن السيطرة عليها وإلحاق الضرر بالمحركات.
كانت الآلية التي تنبه الطيارين بأنهم اختاروا نطاق بيتا موضوع تحقيقات سابقة ووجد أن مركز الخدمة المعتمد من الشركة المصنعة له سوابق في إعادة الأجزاء المعيبة إلى المشغلين.
بعد عدد من الحوادث السابقة للاختيار غير المقصود لمجموعة بيتا الأرضي على طائرات داش 8، والتي أدت إلى أضرار جسيمة للمحركات، أصدرت إدارة الطيران الفيدرالية الأمريكية تفويضًا بضرورة توفير حماية إضافية للطائرات التي تُشغلها شركات الطيران الأمريكية. طورت الشركة المصنعة هذا النظام، المسمى بيتا لوكأوت Beta Lockout، حيث يمنع تمامًا الاختيار غير المقصود لنطاق بيتا الأرضي أثناء الطيران بسرعات عالية، ولكن لم يُخطر المشغلين خارج الولايات المتحدة أو يُطلب منهم مواءمة التعديل. ووجد التقرير أيضًا أن الطاقم اضطر إلى التعامل مع السرعة الزائدة لكلتا المراوح التي تسببت في كميات كبيرة من السحْب مما جعل التحكم في الطائرة صعبًا للغاية وأن هناك ضوضاء كبيرة ناتجة عن رؤوس المروحة التي تجاوزت سرعة الصوت وكذلك الدخان في قمرة القيادة والمقصورة بسبب الأضرار التي لحقت بالمحركات ونظام هواء التكييف.
انتقد التقرير الطيارين لفشلهم في التحكم في معدل هبوط الطائرة وسرعتها قبل وبعد السرعة الزائدة، وأشار إلى أن محركًا واحدًا كان لا يزال قادرًا على توفير بعض الخدمات الإضافية أثناء الهبوط القسري على الرغم من عدم قدرته على توفير الدفع. أطفأ الطيارين هذا المحرك، وبالتالي فقدا القدرة على استخدام الأنظمة الهيدروليكية والكهربائية التي ربما كانت تُحسن من فرص البقاء على قيد الحياة بعد الهبوط الاضطراري.

## ما بعد الكارثة
بعد الحادث، قررت شركة الخطوط الجوية بي أن جي إيقاف أسطولها المكون من 12 داش 8 بالكامل في انتظار التحقيق. كما فرضت الحجر الصحي على مستودع وقود في مطار لاي نادزاب حيث زُودت الطائرة المحطمة بالوقود قبل مغادرتها في رحلة الحادث.
بعد إصدار نتائج الحادث الأولية، أضافت شركة الخطوط الجوية بي أن جي آلية Beta Lockout كتعديل لجميع داش 8s، مما منع الاختيار غير المقصود لـ بيتا الأرضي أثناء الطيران. بعد ذلك، أصدرت هيئة النقل الكندية بالاشتراك مع الشركة المصنعة للطائرة توجيهًا بشأن صلاحية الطائرات للطيران مما جعلها مطلبًا إلزاميًا أن يقوم جميع المشغلين في جميع أنحاء العالم بإجراء هذه التعديلات.
في 14 أكتوبر 2015، الذكرى الرابعة للتحطم، أقيم نصب تذكاري على ضوء الشموع في جامعة العالم الإلهي في مادانغ، حيث كان معظم الضحايا من الآباء الذين كانوا سيحضرون يوم تخرج أولادهم. وحضر مراسم التأبين أعضاء هيئة التدريس وطلاب من الجامعة.

## في الثقافة الشعبية
وظهر الحادث في الموسم 23، الحلقة 4 من المسلسل الوثائقي الكندي تحقيقات الكوارث الجوية، بعنوان "Power Play". 

## الهوامش
- 1: الحد الأقصى لسرعة التشغيل للمراوح التوربينية أو الطائرات النفاثة.

## روابط خارجية
- لجنة التحقيق في حوادث بابوا غينيا الجديدة
  - تقرير أولي ( أرشيف، بديل، أرشيف، تنسيق مستند، أرشيف )
  - التقرير الأخير
- "المساعدة لـ بي أن جي AIC - هبوط إجباري لـ بومباردييه دي إتش سي-8-103، (داش 8)، P2-MCJ، على بُعد 33 كيلومترًا جنوب شرق مادانغ، بابوا غينيا الجديدة في 13 أكتوبر 2011." ( الأرشيف ) مكتب سلامة النقل الأسترالي.
- رسم متحرك للدقائق الأخيرة من الرحلة على يوتيوب